# 烏姆吉馬爾
烏姆吉馬爾（Umm Al-Jimāl）是位在約旦北部的一個鄉村定居點，是在公元5世紀左右早期羅馬定居點的遺址上自然發展起來，一直運作到公元8世紀末。它保留了拜占庭時期和早期伊斯蘭時期的玄武岩結構，代表了豪蘭地區（Hauran；阿拉伯语：‎，羅馬化：Ḥawrān）的建築風格。一些早期的羅馬軍事建築被後來的居民重新利用。 該定居點是更廣泛的農業景觀的一部分，其中包括維持農業和畜牧業的複雜的集水系統。當地現存建築的年代，最早可追溯至公元1世紀，當時該地區是納巴泰王國的一部分。該遺址有豐富的希臘語、納巴泰語、薩法伊文字（英語：Safaitic）、拉丁語和阿拉伯語的碑文語料庫，其內容跨越多個世紀，為了解當地歷史提供深入訊息，並顯示當地居民宗教信仰的演變。